# Mademoiselle Durancy
Magdeleine-Céleste Fieuzal, bekannt als Mademoiselle Durancy (* 21. Mai 1746 in Paris; † 28. Dezember 1780 ebenda), war eine französische Schauspielerin und Opernsängerin.
Durancy war die Tochter von Jean-François Fieuzal, genannt Durancy, der ebenfalls an der Comédie-Française Schauspieler war, dann aber nach Brüssel an das La Monnaie ging, deren Direktor er wurde. Ihre erste Rolle spielte sie 1753 in Brüssel und debütierte erfolgreich, im Alter von 13 Jahren, an der Comédie-Française. Zwar regelmäßig besetzt, war sie aber zu jung für größere Rollen. Um ihrer Karriere Schub zu geben, wechselte sie an die Pariser Oper, wo sie 1762 debütierte. Als Claire Clairon ihren Bühnenabschied an der Comédie nahm, sprang Durancy ein und dieses Mal nicht als Soubrette, sondern mit ihrer ersten tragischen Rolle. Voltaire war begeistert von ihr und protegierte sie fortan. Auch Lekain war von ihrem Talent überzeugt und sah in ihr die einzig mögliche Nachbesetzung für Clairon. Sie hatte jedoch eine Rivalin, Mademoiselle Dubois, die die Geliebte des Duc du Richelieu war, die versuchte sie zu verdrängen, was ihr auch gelang. Durancy wechselte daraufhin 1767 zurück an die Oper, an der sie zu einem der hervorragendsten Ensemblemitglieder wurde. Angeblich starb sie, überraschend, weil sie sich in der Rolle der Médée in François-André Danican Philidors Oper Persée überanstrengt hatte. Bestattet wurde sie in der Gemeinde St-Laurent in Paris.